# توشیکو شیراسو-آیهارا
توشیکو شیراسو-آیهارا (انگلیسی: Toshiko Shirasu-Aihara؛ زادهٔ ۳ ژوئن ۱۹۳۹) ژیمناست هنری اهل ژاپن بود.